# Acerentulus setosus
Acerentulus setosus är en urinsektsart som beskrevs av Andrzej Szeptycki 1993. Acerentulus setosus ingår i släktet Acerentulus och familjen lönntrevfotingar. Inga underarter finns listade i Catalogue of Life.